# Korthårig vorsteh
För andra betydelser, se Vorsteh.
Korthårig vorsteh (Deutsch Kurzhaar) är en hundras från Tyskland, en stående fågelhund av braquetyp. Korthårig vorsteh är en mångsidig jakthund som även används som apportör och eftersökshund. I en undersökning 2012/2013 utnämndes korthårig vorsteh till en av världens trettio populäraste hundraser.

## Historia
Den korthåriga vorstehn har sitt ursprung i de stående fågelhundar som funnits runt Medelhavet genom historien. Egenheten att stå för vilt blev ännu mer värdefull efter uppfinnandet av den dubbelpipiga jaktbössan 1750. 1805 blev det möjligt för den tyska medelklassen att jaga småvilt, för att fylla efterfrågan tog hemvändande officerare med sig hundar av rasen perdiguero de burgos som utgör en viktig del av stommen i den korthåriga vorstehns tillkomst. 1870 kom ett mer målinriktat avelsarbete igång och en stambok upprättades. Bl.a. användes den engelska pointern för att göra typen lättare och snabbare och för att förbättra luktsinnet. 1879 skrevs den första rasstandarden. Den första stamboken sammanställdes 1897 av prins Albert av Solms-Braunfels.

## Egenskaper
Korthårig vorsteh hör till de mest framgångsrika raserna när det gäller draghundsport, speciellt kortare distanser i så kallad nordisk stil, då en skidåkare dras av en hund. För att en korthårig vorsteh skall få högre utmärkelser på hundutställning måste den ha meriter från jaktprov för stående fågelhund.

## Utseende
Korthårig vorsteh är en medelstor och rektangulär hund som skall vara ädel och harmonisk. Huvudet är torrt och välskuret, svansen högt ansatt.